# Narthecium balansae
Narthecium balansae là một loài thực vật có hoa trong họ Nartheciaceae. Loài này được Briq. mô tả khoa học đầu tiên năm 1901.